# Жан де Косс де Бріссак
Жан Поль Тімолеон де Косс-Бріссак (фр. Jean Paul Timoléon de Cossé-Brissac, нар. 12 жовтня 1698, Париж — пом. 17 грудня 1784, Саарлуї) — французький військовий діяч, маршал.

## Життєпис
Походив з відомою аристократичної родини. Спочатку поступає на службу до Ордену госпітальєрів. У 1713 році Бріссак вже на службі у військовому флоті. У 1714 році служив на галерному флоті на Мальті. Тут боровся проти алжирських та туніських піратів. У 1716 році брав участь у захисті о. Корфу проти атак османського флоту. У 1717 році повертається до Франції.
Невдовзі отримує звання полковника. Відзначився під час Семирічної війни. У 1759 році, незважаючи на поразку під Мінденом, отримав звання маршала. Після закінчення військових дій повернувся до Франції, де значний час проводив при дворі королів Людовика XV та Людовика XVI, які надавали йому підтримку. Незадовго до смерті перебрався у Саарлуї, де й помер у 1784 році.

## Родина
Дружина — Марія Жозефіна Дюре де Саурой
Діти:
- Луї-Жозеф (1733–1759)
- Луї-Еркюль (1734–1792)
- П'ер Емануэль Тімолеон Жозеф (1741–1756)